# John Swinney
John Ramsay Swinney, né le 13 avril 1964 à Édimbourg, est un homme politique écossais, chef du Parti national écossais à deux reprises, vice-Premier ministre d'Écosse de 2014 à 2023 et Premier ministre d'Écosse depuis le 8 mai 2024. 
Il est membre du Parti national écossais (SNP). Il est secrétaire aux Finances de 2007 à 2016 et secrétaire à l'Éducation de 2016 à 2021. Swinney est également membre du Parlement écossais (MSP) pour la circonscription de Perthshire North depuis 2011, après avoir représenté celle de North Tayside de 1999 à 2011.
Swinney siège à la Chambre des communes britannique comme député de Tayside North de 1997 à 2001. Après qu'Alex Salmond ait démissionné de la direction en 2000, Swinney est élu chef du Parti national écossais. Il est chef de l'opposition au Parlement écossais. Le leadership de Swinney s'est avéré inefficace, avec la perte d'un député en 2001 et une nouvelle réduction à 27 députés en 2003 malgré le scandale Officegate renversant l'ancien premier ministre Henry McLeish. Cependant, les seuls partis à obtenir des sièges lors de cette élection sont les Verts écossais et le Parti socialiste écossais (SSP) qui, comme le SNP, soutiennent l'indépendance. Après une élection à la direction en 2003, Swinney démissionne à la suite de résultats décevants aux élections du Parlement européen de 2004 et Salmond récupère le poste la même année.
Le SNP remporte le plus grand nombre de sièges au Parlement écossais lors des élections de 2007 et Salmond est ensuite nommé Premier ministre. Swinney occupe le poste de secrétaire du Cabinet pour les finances, l'emploi et la croissance durable de 2007 à 2014. Après que Nicola Sturgeon a succédé à Salmond, elle nomme Swinney vice-Premier ministre d'Écosse en 2014. Il est également secrétaire du Cabinet pour les Finances, la Constitution et l'Économie, jusqu'à ce que ce poste soit divisé en deux dans le deuxième gouvernement Sturgeon en raison de l'expansion des pouvoirs financiers du Parlement écossais. Il est ensuite nommé secrétaire à l'Éducation en 2016, puis secrétaire du Cabinet à la Relance post-Covid en 2021. Il quitte le gouvernement après la démission de Sturgeon en 2023.
Il redevient chef du SNP en mai 2024 après la démission de Humza Yousaf et lui succède à la tête du gouvernement écossais comme Premier ministre.

## Jeunesse
John Ramsay Swinney est né au Western General Hospital d'Édimbourg, fils de Kenneth Swinney, un garagiste. Son oncle Tom Hunter reçoit la Croix de Victoria alors qu'il sert dans les Royal Marines pendant la Seconde Guerre mondiale . Il fait ses études à la Forrester High School, avant de fréquenter l'université d'Édimbourg, où il obtient un MA spécialisé en politique en 1986.

## Début de carrière politique
John Swinney rejoint le SNP à l'âge de 15 ans, citant sa colère face à la façon dont l'Écosse a été dépeinte par les commentateurs de télévision aux Jeux du Commonwealth. Il s'implique dans le SNP Youth Wing et devient progressivement plus actif dans le parti, devenant d'abord secrétaire national adjoint du SNP puis secrétaire national en 1986, à l'âge de 22 ans.
Swinney est agent de recherche pour le Scottish Coal Project (1987-1988), consultant en gestion senior chez Development Options (1988-1992) et directeur de la planification stratégique chez Scottish Amicable (1992-1997). Au SNP, il est secrétaire national jusqu'en 1992, puis vice-président, puis vice-président principal (chef adjoint) 1992-1997. Au moment de l'élection à la direction de 1990, il soutient Margaret Ewing dans sa tentative de devenir chef du SNP, mais cela ne l'a pas empêché de devenir politiquement proche de l'homme qui remporte cette élection, Alex Salmond.

## Parcours politique

### Chambre des communes
Aux élections générales de 1997, John Swinney est élu député de la circonscription de Tayside North, et en 1999, il est élu pour représenter la même région au Parlement écossais.
Il ne se représente pas comme député de Westminster aux élections générales de 2001 afin d'éviter de partager son temps, comme tous ses collègues qui se sont retrouvés dans une position similaire de "double mandat".

### Parlement écossais

#### Chef du SNP
L'élection à la direction de 2000, provoquée par la décision d'Alex Salmond de démissionner de son poste de chef du parti, est marquée par une sérieuse dispute entre l'aile graduelle du parti, qui soutient principalement John Swinney, et l'aile fondamentaliste, qui soutient principalement Alex Neil. Swinney remporte le scrutin, mais les médias mettent en doute sa capacité à diriger le parti à la suite des piètres performances du SNP aux élections générales britanniques de 2001 et aux élections parlementaires écossaises de 2003. Il est réélu à la direction du parti contre Bill Wilson en 2003, remportant l'élection par 577 voix contre 111.
Bien que conservant ses deux sièges aux élections européennes de 2004, dans un petit groupe de 7 (l'Écosse compte jusqu'alors 8 députés), la presse écossaise et certains éléments de l'aile fondamentaliste du Parti qualifient le résultat de désastre pour le SNP mettant davantage pression sur Swinney qui démissionne peu de temps après, le 22 juin 2004 et Salmond récupère le poste lors de l'élection à la direction du parti de la même année.

#### Secrétaire aux finances et vice-Premier ministre d'Écosse

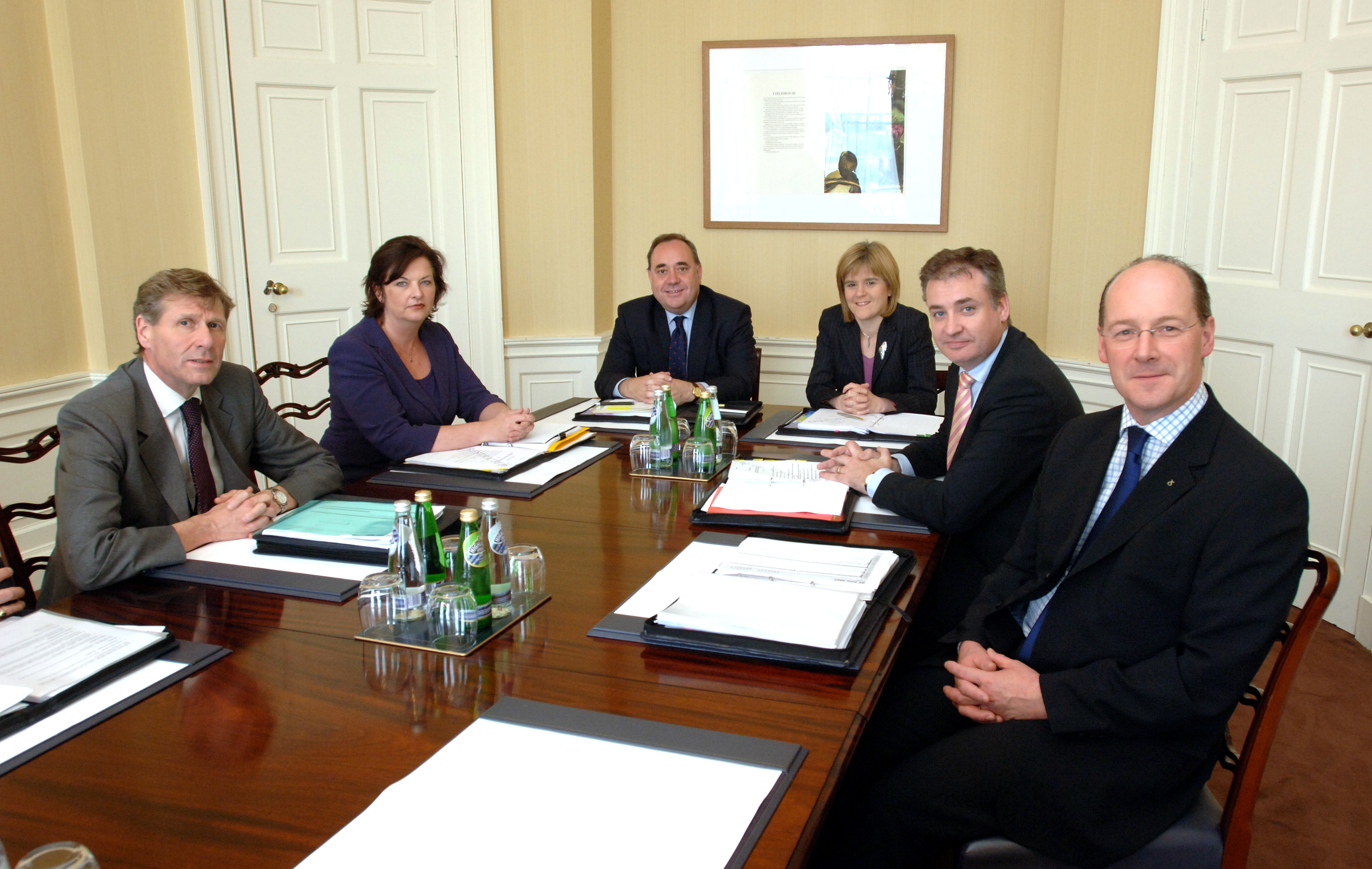
Le secrétaire aux Finances Swinney en tant que membre du premier gouvernement Salmond dans la salle du Cabinet, 6 juin 2007.

Après que le SNP soit devenu le plus grand parti à la suite des élections législatives écossaises de 2007, Swinney mène les pourparlers de coalition avec les Verts écossais. Il est ensuite nommé secrétaire du Cabinet des Finances et de la croissance durable au sein du Cabinet du gouvernement minoritaire SNP.

En réponse au fait que Swinney n'a pas notifié au Parlement écossais qu'il a laissé expirer le taux variable écossais pour ne pas financer ce mécanisme fiscal, le Parlement écossais vote sa censure et qualifie ses actions d'« abus de pouvoir». Par la suite, une demande d'accès à l'information montre que même si Swinney avait financé le mécanisme, des problèmes et des retards dans le système informatique du HM Revenue & Customs rendaient tout recouvrement de la taxe impossible. Le gouvernement écossais a ajouté : "Le pouvoir n'a pas expiré, le HMRC n'a tout simplement pas de système informatique capable de fournir un état de préparation de dix mois".

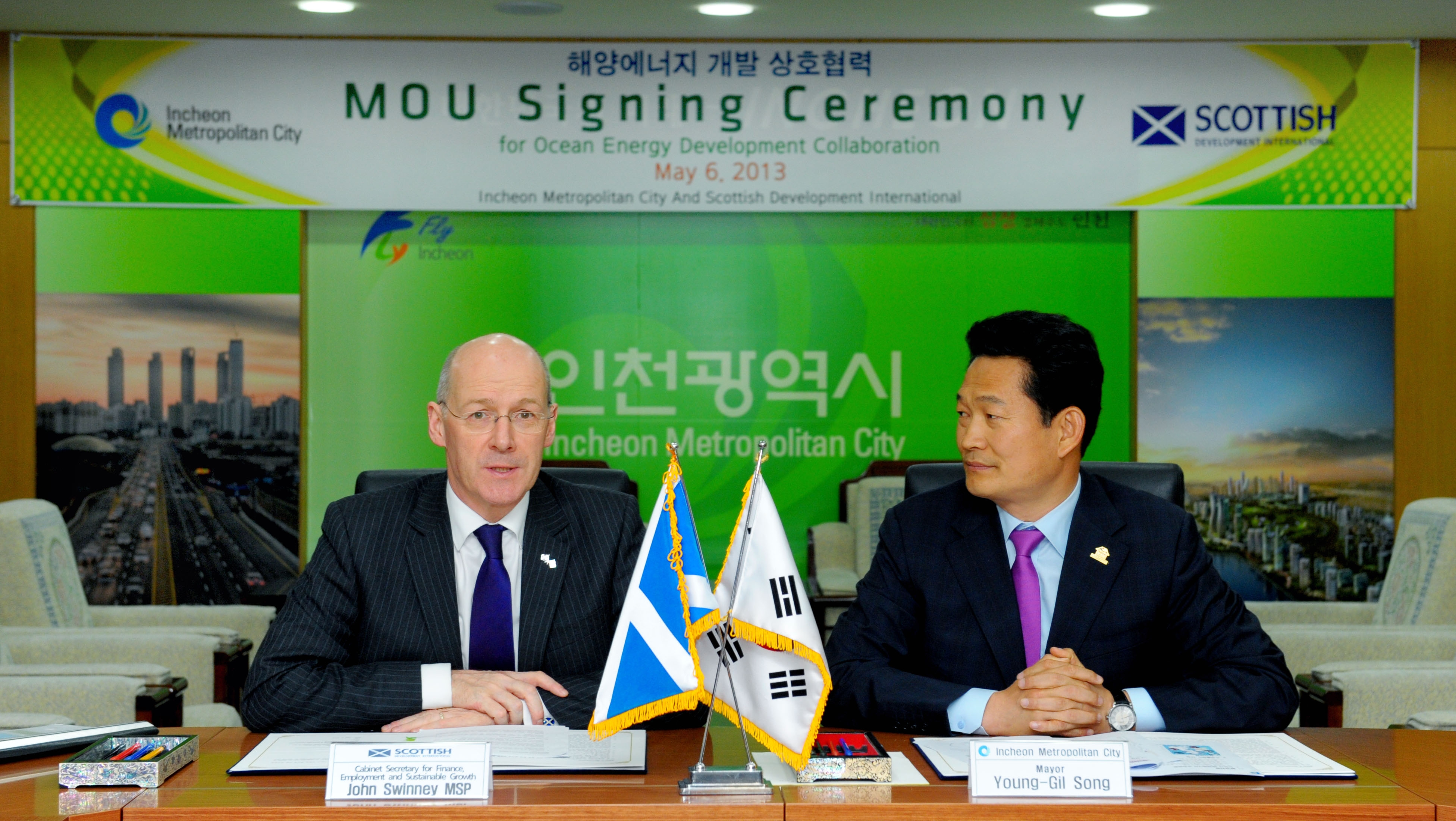
Swinney avec le maire d'Incheon Song Young-gil signant le protocole d'accord entre Scottish Development International et Incheon Metropolitan City, 6 mai 2013.

Après que Nicola Sturgeon ait succédé à Salmond à la tête du gouvernement écossais, elle nomme Swinney vice-Premier ministre d'Écosse en 2014.

#### Secrétaire de Cabinet pour l'Éducation

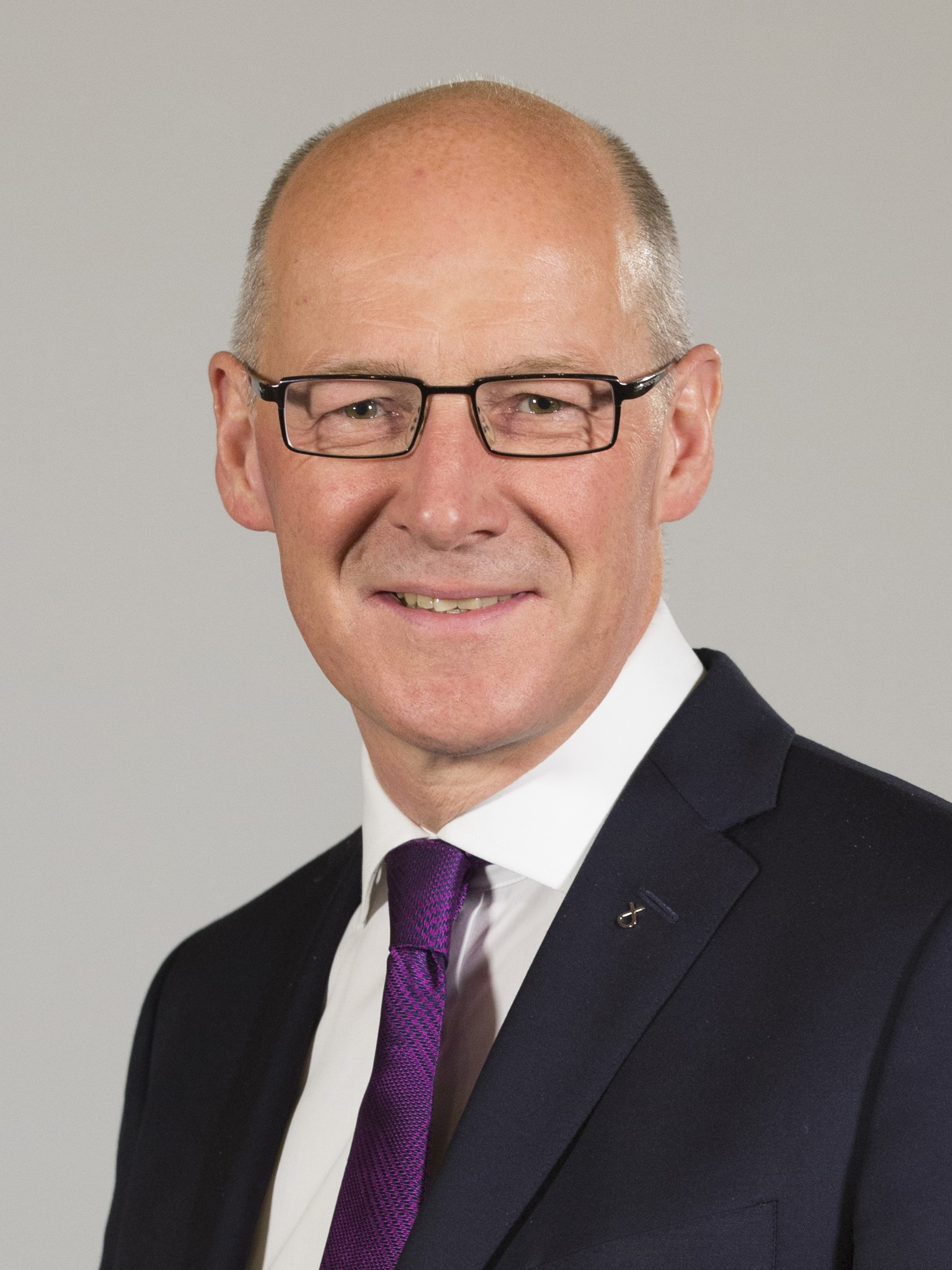
Portrait officiel de John Swinney, 2016.

À la suite des élections parlementaires écossaises de 2016, Swinney, passe de ses fonctions de secrétaire du Cabinet à l'économie à celui de secrétaire du Cabinet à l'éducation et aux compétences.
Après que les élections générales de 2017 aient vu le SNP perdre 21 sièges, le sondeur John Curtice, déclare à la BBC que le bilan du parti en matière d'éducation a probablement ébranlé sa popularité.
En mars 2020, après la chute des résultats des élèves écossais en mathématiques et en sciences dans le classement international PISA pour l'éducation, Swinney admet : « Il y a des progrès à faire en mathématiques et en sciences ».
En août 2020, il fait l'objet d'un vote de défiance au Parlement, les conservateurs, les travaillistes et les libéraux-démocrates accusant tous Swinney d'avoir créé un système de résultats aux examens qui « pénalise injustement les élèves des écoles qui, historiquement, n'ont pas si bien réussi ». Swinney affirme qu'il n'y a « aucune preuve » que le système désavantage les élèves les plus pauvres. Au cours du débat de défiance, Nicola Sturgeon le décrit comme « l'une des personnes les plus décentes et les plus dévouées de la politique écossaise ». La motion est rejetée par 67 voix contre 58, ce qui permet à Swinney de rester secrétaire à l'Éducation écossais,.
En mars 2021, Swinney fait l'objet d'une deuxième motion de censure. En tant que ministre chargé de la liaison avec le Comité sur le traitement des plaintes de harcèlement du gouvernement écossais, Swinney refuse à deux reprises de publier les avis juridiques demandés par le comité . Après que deux votes au Parlement n'aient pas réussi à le persuader de publier l'avis, les partis d'opposition annoncent une motion de défiance à son égard. Swinney fait volte-face et publie l'avis ; les Verts écossais déclarent qu'ils ne soutiendraient pas la motion de censure et celle-ci est rejetée par 65 voix contre 57.

#### Secrétaire de Cabinet pour la Relance

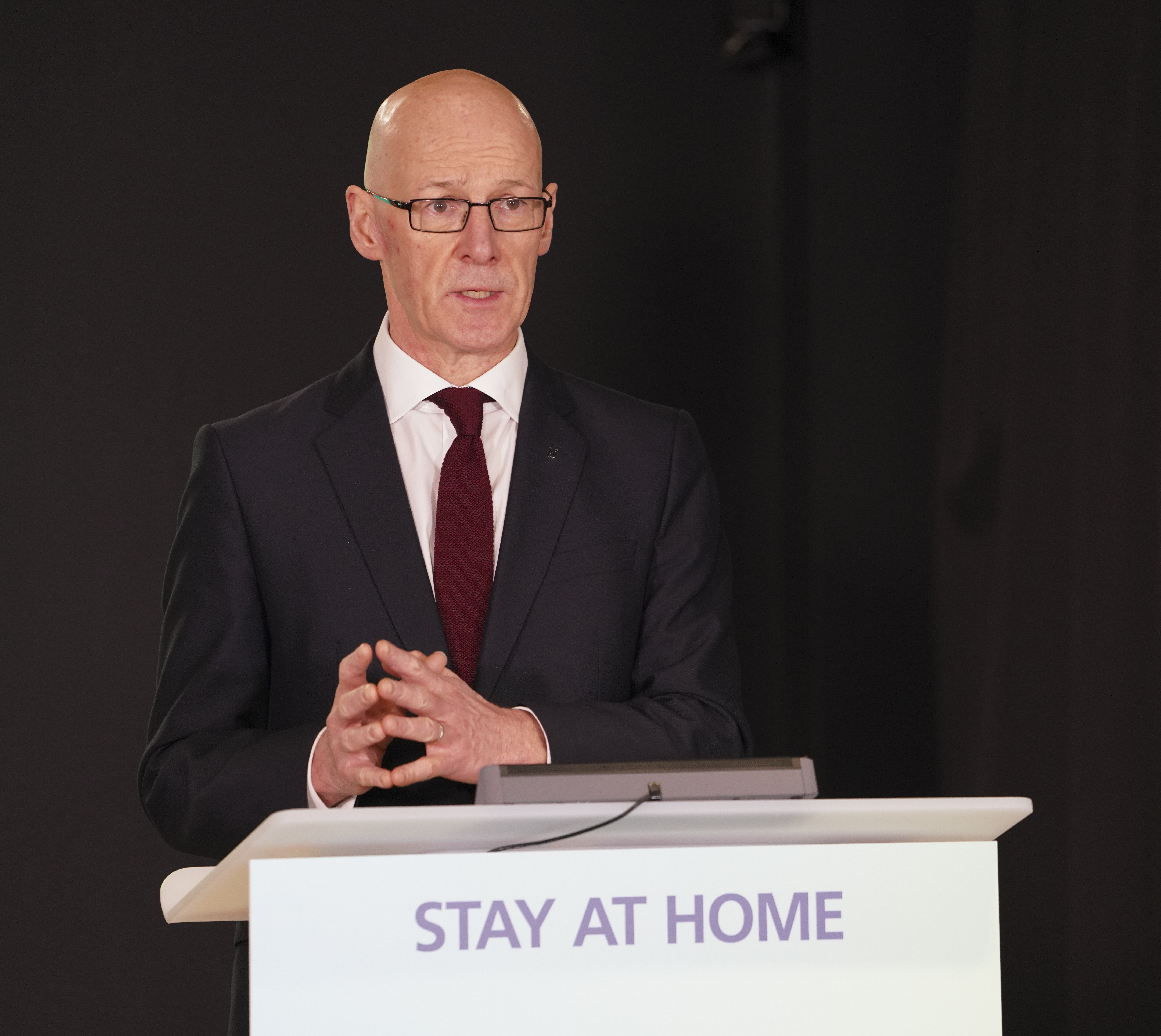
Swinney lors d'un point de presse COVID-19, 5 février 2021.

À la suite des élections au Parlement écossais de 2021, les travaillistes écossais exhortent Sturgeon à remplacer John Swinney en tant que secrétaire du Cabinet à l'Éducation, citant ce qu'il a appelé « une litanie d'échecs», dans «l'espoir qu'un nouveau ministre puisse arrêter la pourriture». Le 18 mai, Sturgeon annonce que John Swinney continuerait en tant que vice-Premier ministre mais serait nommé à un nouveau poste du cabinet en tant que secrétaire du cabinet pour la Relance post-Covid.
Il quitte le gouvernement après la démission de Nicola Sturgeon en 2023. Shona Robinson lui succède comme vice-Première ministre dans le gouvernement du nouveau Premier ministre Humza Yousaf. Swinney est la personne ayant occupé ce poste le plus longtemps.

### Premier ministre d'Écosse

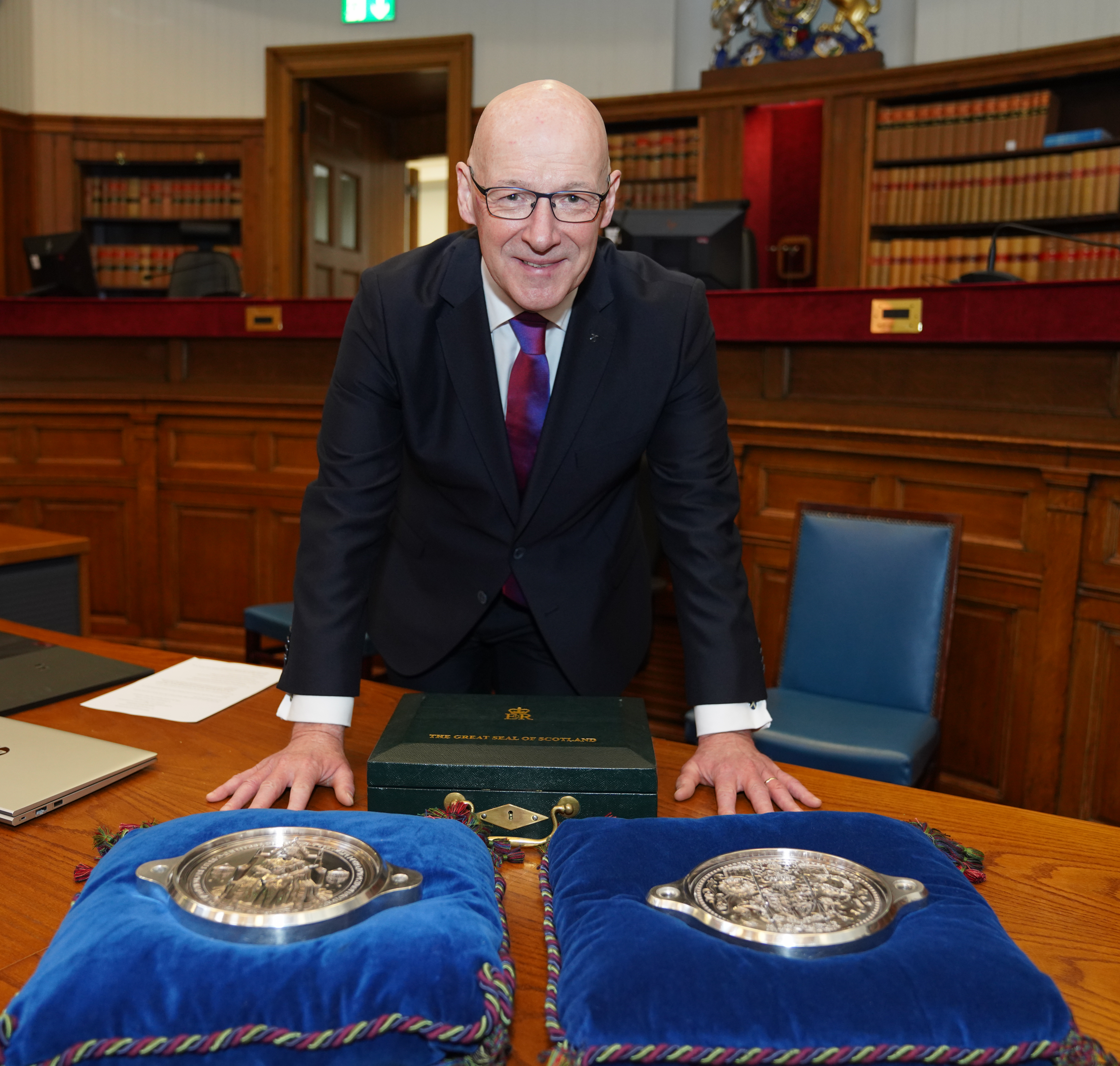
John Swinney lors de sa prestation de serment devant la Court of Session, le 8 mai 2024.

John Swinney redevient chef du Parti national écossais, désigné sans opposition et à l'unanimité le 6 mai 2024 après la démission de Humza Yousaf, après la rupture de sa coalition avec les Verts écossais. Le lendemain 7 mai, il est élu Premier ministre d'Écosse par le Parlement, et entre en fonction le 8 mai après avoir prêté serment devant la Court of Session. Son gouvernement est formé le même jour.
Le SNP subit une sévère défaite aux élections générales britanniques de juillet 2024, avec seulement 9 députés élus, contre 48 auparavant, alors que le Parti travailliste écossais en obtient 37. John Swinney admet la position défavorable de son parti concernant le débat sur l'indépendance de l'Écosse, et la nécessité d'une « remise en question »,.

## Prises de position
John Swinney s'est déclaré favorable à ce que le monarque britannique reste le chef d'État d'une Écosse indépendante.

## Vie privée

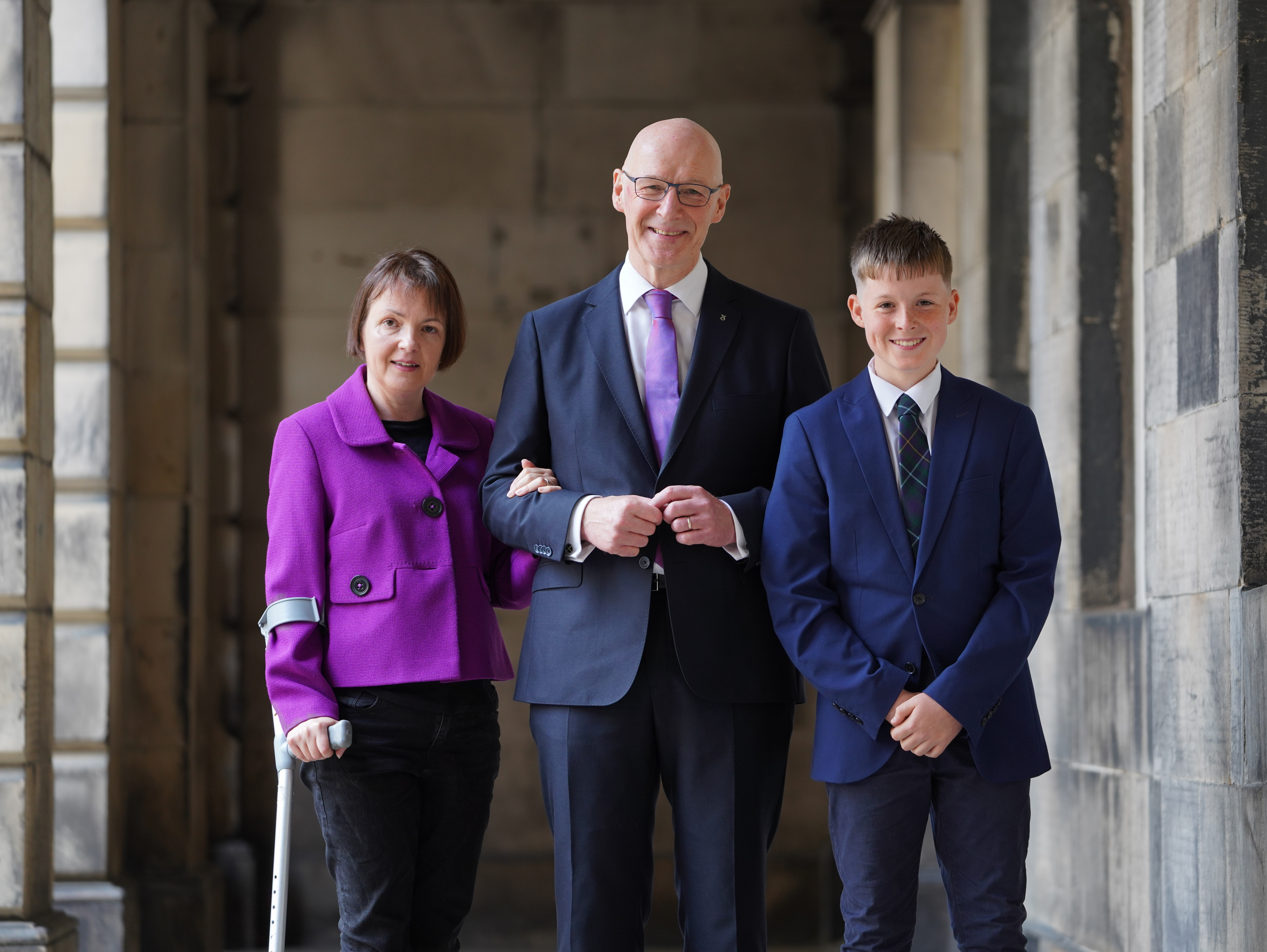
John Swinney, entouré de son épouse Elizabeth Quigley et de leur fils Matthew, 2024.

John Swinney est d'abord marié à Lorna King de 1991 à 1998 avec qui il a deux enfants, Judith et Stuart. Divorcé de son première épouse, il est marié depuis 2003 à Elizabeth Quigley, reporter à BBC Scotland, avec qui il a un fils, Matthew, né en 2010.